# Han (cultural)
Han sau Haan reprezintă un concept din cultura coreeană care este considerat o trăsătură culturală unică. Han reprezintă un sentiment colectiv de apăsare și izolare în fața asupririi sau nedreptății copleșitoare. Acesta implică jale și tânguire pentru lucrurile nedrepte care nu au fost răzbunate.
Teologul minjung Suh Nam-dong prezintă han ca „o combinație dintre un resentiment puternic împotriva nedreptății, un sentiment de neajutorare provocat de trăirea unui număr covârșitor de suferințe provocate de alții aceluiași om, o puternică durere lăuntrică care îi face întreg corpul să nu aibă liniște, zvârcolindu-se și un îndemn încăpățânat la răzbunare sau îndreptare a răutăților comise”. 
În unele cazuri, antropologii au recunoscut han ca o stare patologică cu specific cultural care include dispnee, palpitații cardiace, și amețeli.

## Istorie
Unii oameni de știință susțin că apariția han-ului a fost cauzată de istoria Coreei care a fost invadată de multe popoare vecine cum ar fi chinezii (în timpul dinastiei Han), manciurienii (numiți de asemenea jurcheni), mongolii și japonezii. Alții consideră ca și cauză a apariției han-ului, structura societății și asuprirea țăraniilor de către nobilii Yangban. Han-ul și-a pus amprenta asupra culturii, în special prin șamanismul coreean sau pansori.
Savantul japonez Kimura susține că evenimentele istorice moderne cum ar fi eliberarea Coreei după capitularea Japoniei de către aliați nu de către Armata Coreeană de Eliberare, Războiul din Coreea și împărțirea națiunii în două state au afectat cultura, dând poporului coreean o frustrare de ,,lipsă a unei istorii glorioase” și contribuind la apariția acestui han nerezolvat.
În lucrările literare coreeano-americane (ex.: „Dictee” de Theresa Hak Kyung Cha, „Language of Blood” Jane Jeong Trenka, „Notes from the Divided Country” de Suji Kwock Kim, „Comfort Woman” de Nora Okja Keller) americanii de origine coreeană sunt descriși uneori ca confruntându-se cu un „han americanizat” sau „han de a doua generație”.
Termenul provine din cuvântul chinezesc hen (恨) care se referă la la o ură profundă față de agresorul care a părăsit victima, un sentiment de neliniște și eșec suprem cauzat de o animozitate care poate fi eliberată doar printr-o răzbunare imposibilă. Prin urmare, caracterul pentru han este 恨.

## Context și utilizare
Han este un concept dificil care necesită înțelegerea contextului în care este utilizat.
Han-ul este adesea tradus ca „durere”, „ciudă”, „ranchiună”, „regret”, „resentiment dureros” sau alte numeroase încercări menite să explice un concept care nu are echivalent în limba română. Han este o caracteristică inerentă a caracterului coreean care se regăsește implici sau explicit în aproape fiecare aspect din viața și cultura coreeană.
Han-ul este o durere cauzată de o suferințe grele, nedreptăți și persecuții, o durere surdă care persistă în suflet. Han înseamnă un amestec de durere și resentimente care urmărește omul pe tot parcursul vieții, fiind mult mai puternic decât orice alt sentiment negativ sau mâhnire. El este umplut cu resemnare, acceptare a amărăciunii și o hotărâre sumbră de a aștepta până ce răzbunarea poate fi în sfârșit realizată.
Han-ul este pasiv. Tânjește după răzbunare dar nu o caută. Han-ul stă în inimă sperând și așteptând dar niciodată nu e agresiv. Acesta devine o pate din sângele și răsuflarea persoanei. Este un sentiment de jale și ocară față de soarta care a adus atâta mizerie.

## Hanîn cultura populară
Poetul coreean Ko Un descrie Han-ul ca o experiență coreeană universală: „Noi coreenii ne-am născut din pântecele mamei lui Han și am fost aduși în pântece de Han”. Han-ul semnifică disperarea la recunoașterea nedreptăților din trecut și acceptarea acestor probleme ca parte a experienței de coreean.
Savantul coreean-american Elaine Kim a menționat han-ul în contextul revoltelor din 1992 din Los Angeles.
Show-ul de televiziune „The West Wing” a făcut, de asemenea, referire la acesta în episodul 5,4 pe care l-a intitulat „Han”. La sfârșitul episodului, un pianist nord-coreean care preda Barlet a pronunțat cuvântul în timp ce cerea azil de la președintele Statelor Unite. Deplângând alegerea sa de a refuza azilul muzicianului, președintele și-a dat seama de definiția conceptului ezoteric: „Nu există o traducere literară în engleză. Este o stare de spirit, o tristețe. Vine din suflet, într-adevăr. E o tristețe atât de adâncă încât lacrimile nu mai pot să curgă. Și totuși, există încă speranțe.” {The West Wing: 5.4}
În al doilea episod din „Anthony Bourdain”: Piese Necunoscute ("Los Angeles", difuzat pe douăzeci și unu aprilie 2013), linia de deschidere a definiției Wikipedia despre han este citită și explicată de Anthony pe o masă tradițională din casa unei familii de coreeni-americani.

## Cuvinte înrudite
Deși cuvântul înrudit pe care îl avea în chineză,  恨, are în zilele noastre o însemnătate mult mai simplă și anume cea de „ură”, „animozitate” sau „resentiment”, definiția clasică a cuvântului poate fi tradusă ca "regret" sau "răzbunare neîmplinită" și se corelează mai strâns cu sentimentul coreean de han. 